# Bandhagens gymnasium
Bandhagens gymnasium var en kommunal gymnasieskola belägen vid Trollesundsvägen 15–19 i Bandhagen i södra Stockholm. Skolbyggnaden uppfördes 1957–1959 och aulan tio senare. Skolan hade olika gymnasieverksamheter som lades ner 2002. I början av 2000-talet ombyggdes skolans lokaler till bostäder. Fastigheten är grönmärkt av Stadsmuseet i Stockholm vilket innebär "särskilt värdefull från historisk, kulturhistorisk, miljömässig eller konstnärlig synpunkt".

## Historik

### Byggnad
Skolbyggnaden uppfördes 1957–1959 och aulan 1967–1969 efter ritningar av arkitekt Lennart Brundin som på 1950- och 1960-talen ritade ett flertal skolhus i Stockholmsområdet. Byggherre var Stockholms folkskoledirektion och konstruktör Jacobson & Widmark. Anläggningen består av flera byggnadsvolymer som springer ut från hörnen av den fyra våningar höga centralbyggnaden. Delarna fick olika funktioner såsom klassrumslänga, ljushall med lärosalar, matsal, musiksal, aula, expeditionslokaler och lärarrum.
Centralbyggnadens stomme uppfördes av lättbetong, övriga delar har tegelmurar med bakmurning av lättbetong. Aulan har tegelstomme. Centralbyggnaden har bröstningar av räfflad beige terrasitputs och högst upp ett enstaka burspråk som skulle användas till växtodling. Vaktmästarbostaden har beige slätputsade fasader och aulan fick beige putsade fält mellan vertikaler av tegel. Fasaderna är en blandning av partier i ljus puts och rött fasadtegel. På centralbyggnaden indelades den långa fasaden i vertikala fält med pilaster i rött tegel som bildar en klimatskyddad arkadgång i bottenvåningen. På Östra flygelns fasad märks skulpturen Comedia del'Arte av Nils Sjögren. Strax söder om gymnasiebyggnaderna ligger Bandhagshallen som även den ritades av Lennart Brundin (invigd 1968).

Historiska bilder
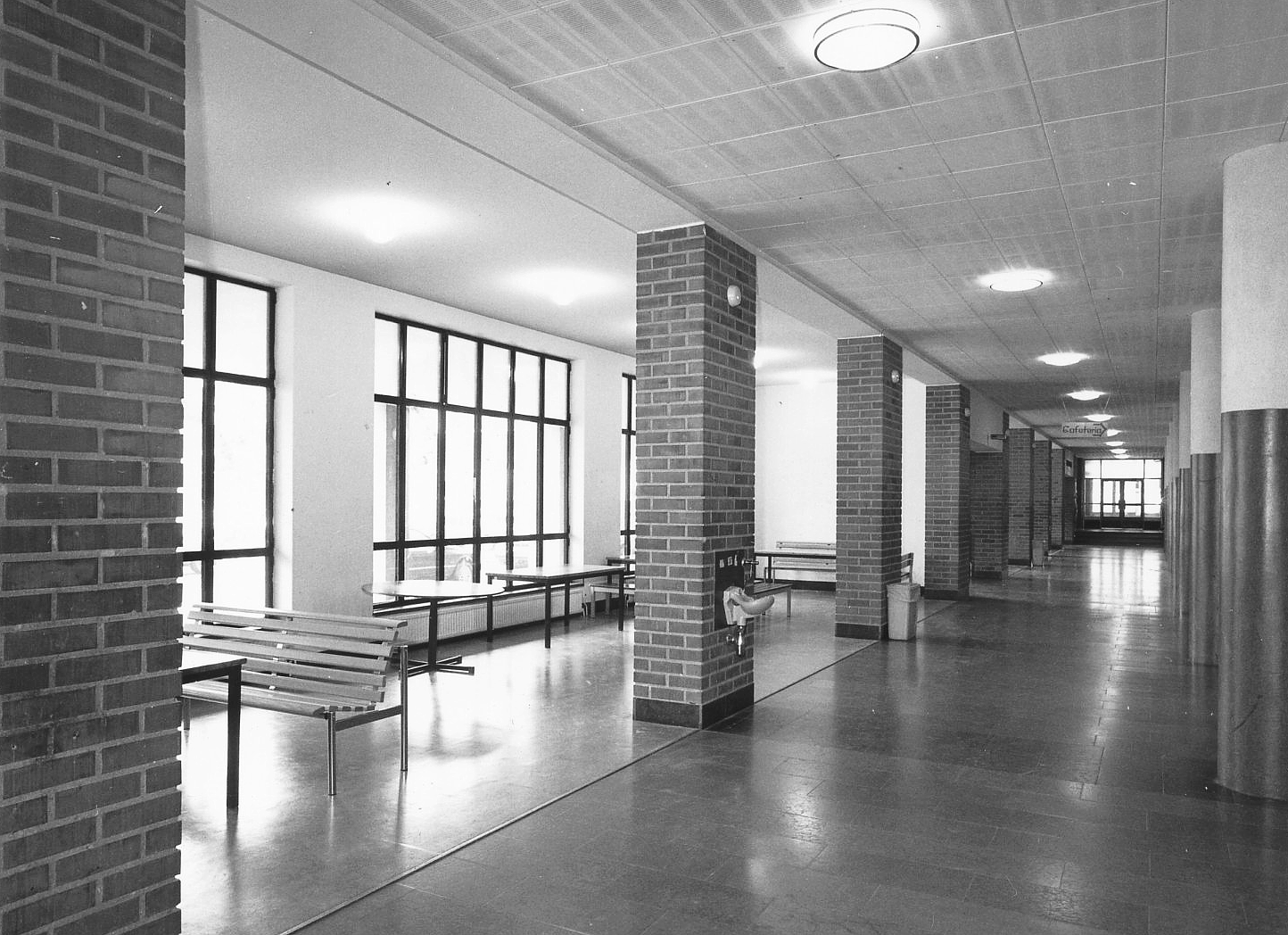
Entréhallen.
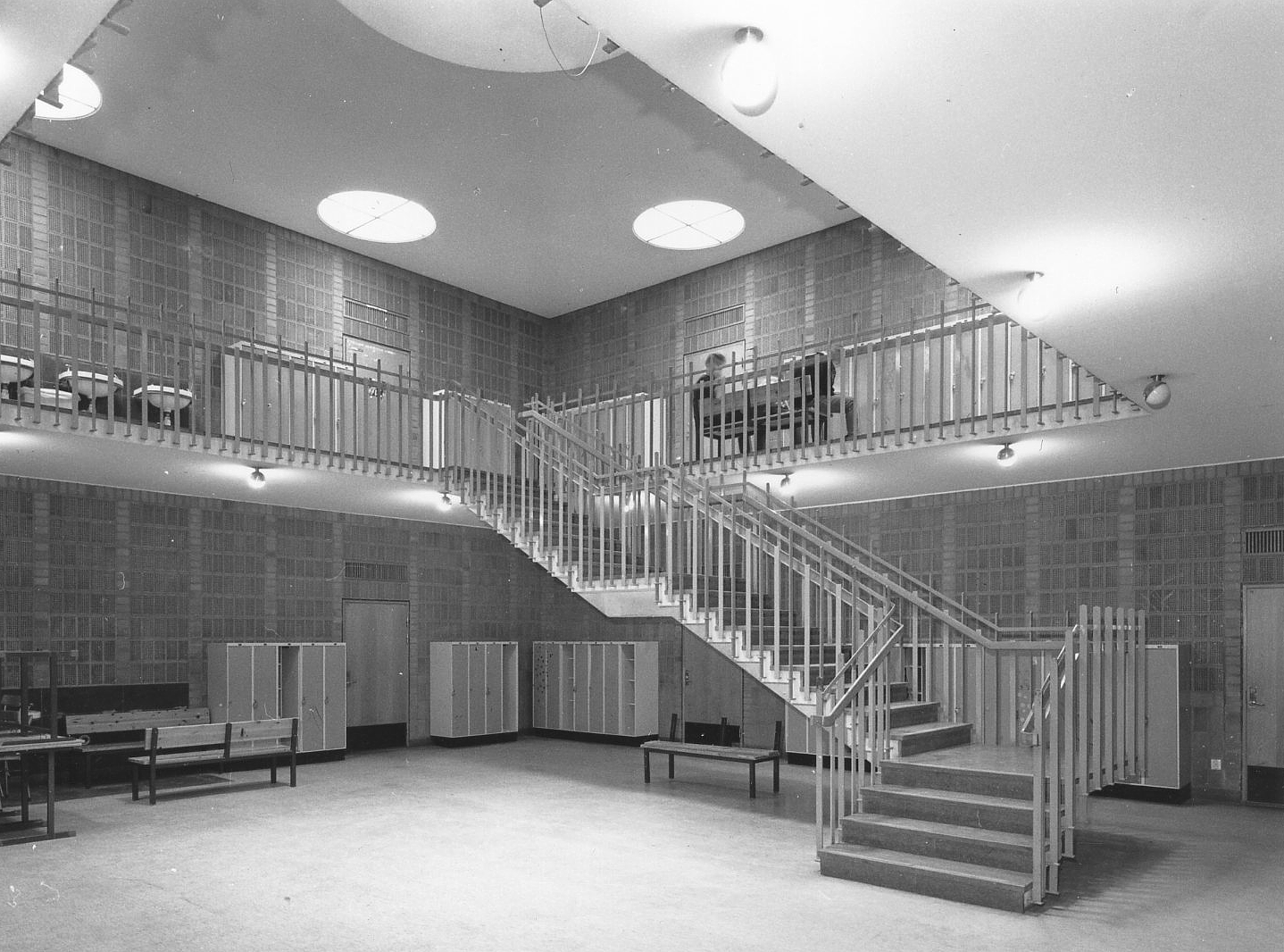
Hallbyggnaden.
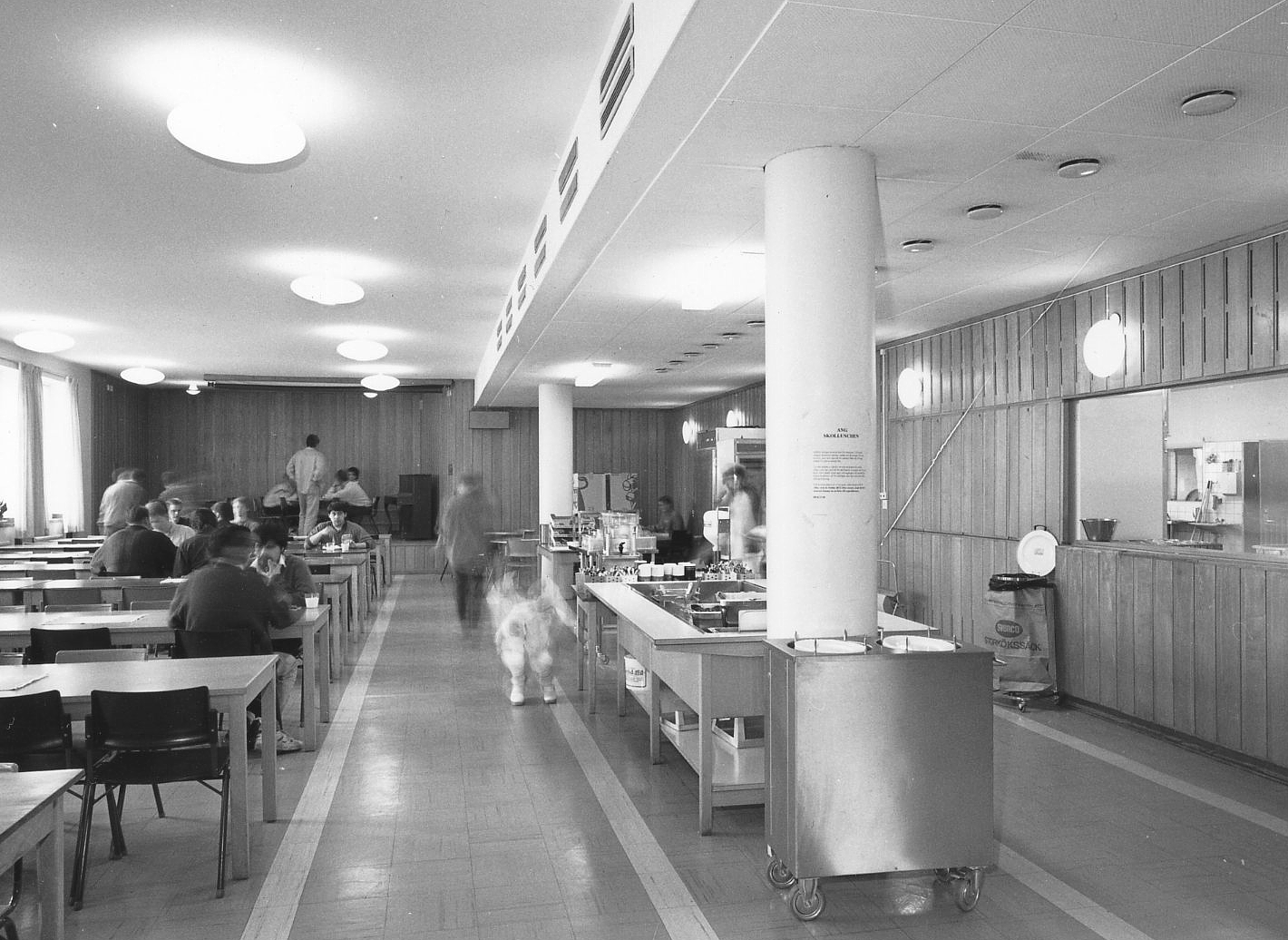
Matsalen.
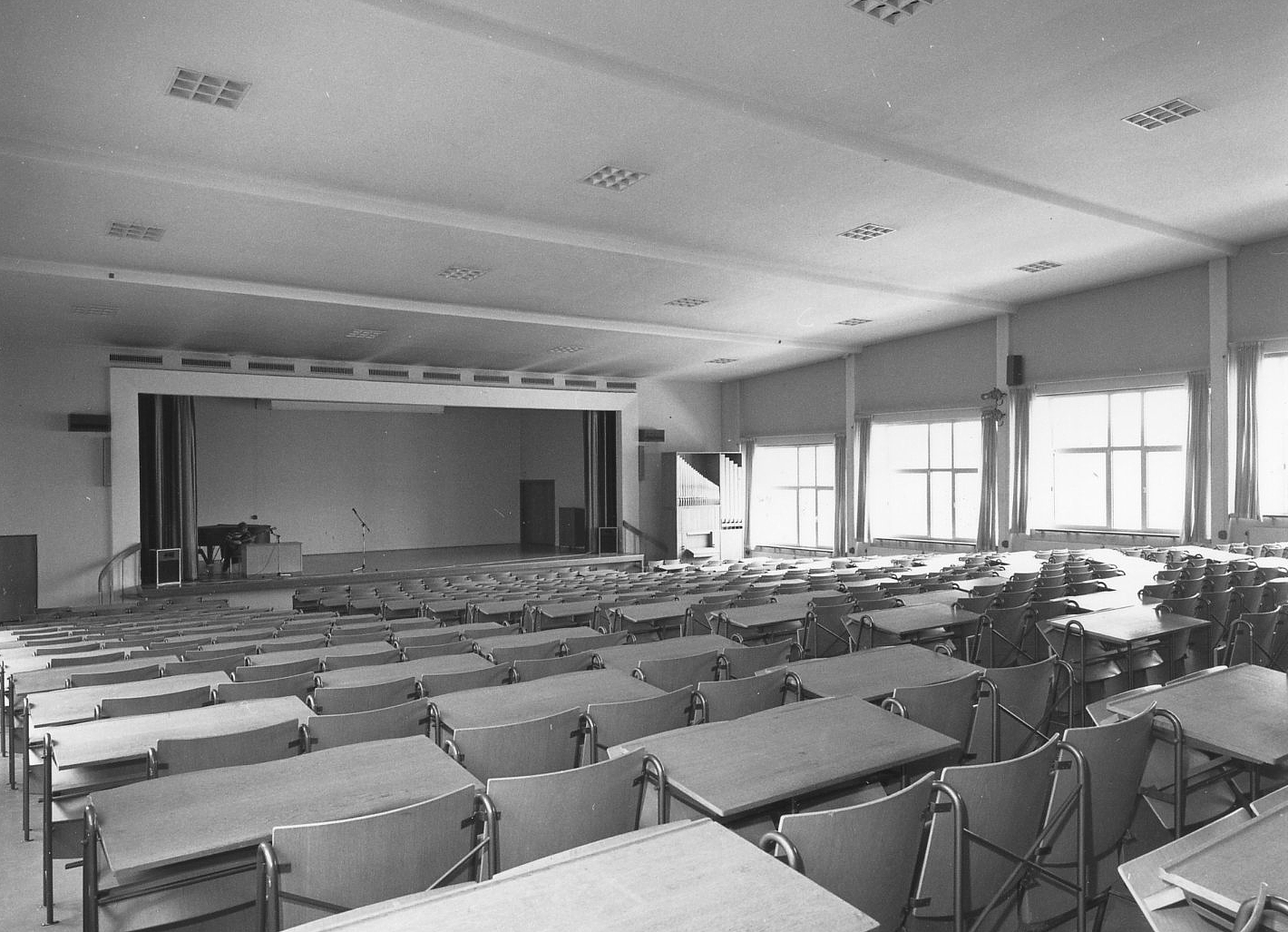
Aulan.

### Verksamhet
Mellan åren 1959 och 1966 var namnet Kommunala gymnasiet i Bandhagen (Bandhagens läroverk). Därefter har den funnits kvar som vuxengymnasium och fackskola. Gymnasieutbildning fanns från 1959 med studentexamen 1962–1968. Mellan 1959 och 1971 låg Bandhagens gymnasiums högstadium i Bandhagens skola. Vid Stadsmuseets inventering av skolhuset 1991 fanns omkring 500 elever. Verksamheten lades ner 1998, då som ungdomsgymnasium medan vuxengymnasium fortsatte därefter till vårterminen 2002.

## Bostäder
Efter nedläggningen förvärvades byggnaden 2006 av Svenska Hus för att bygga om den till bostäder. I en första etapp 2007–2008 skapades 120 lägenheter som ritades av Respons Arkitekter. I en nybyggd del på skolgården tillkom ytterligare 32 bostäder. Svenska Hus planerar även att bygga om den gamla aulan till 14 etagelägenheter.

Nutida bilder
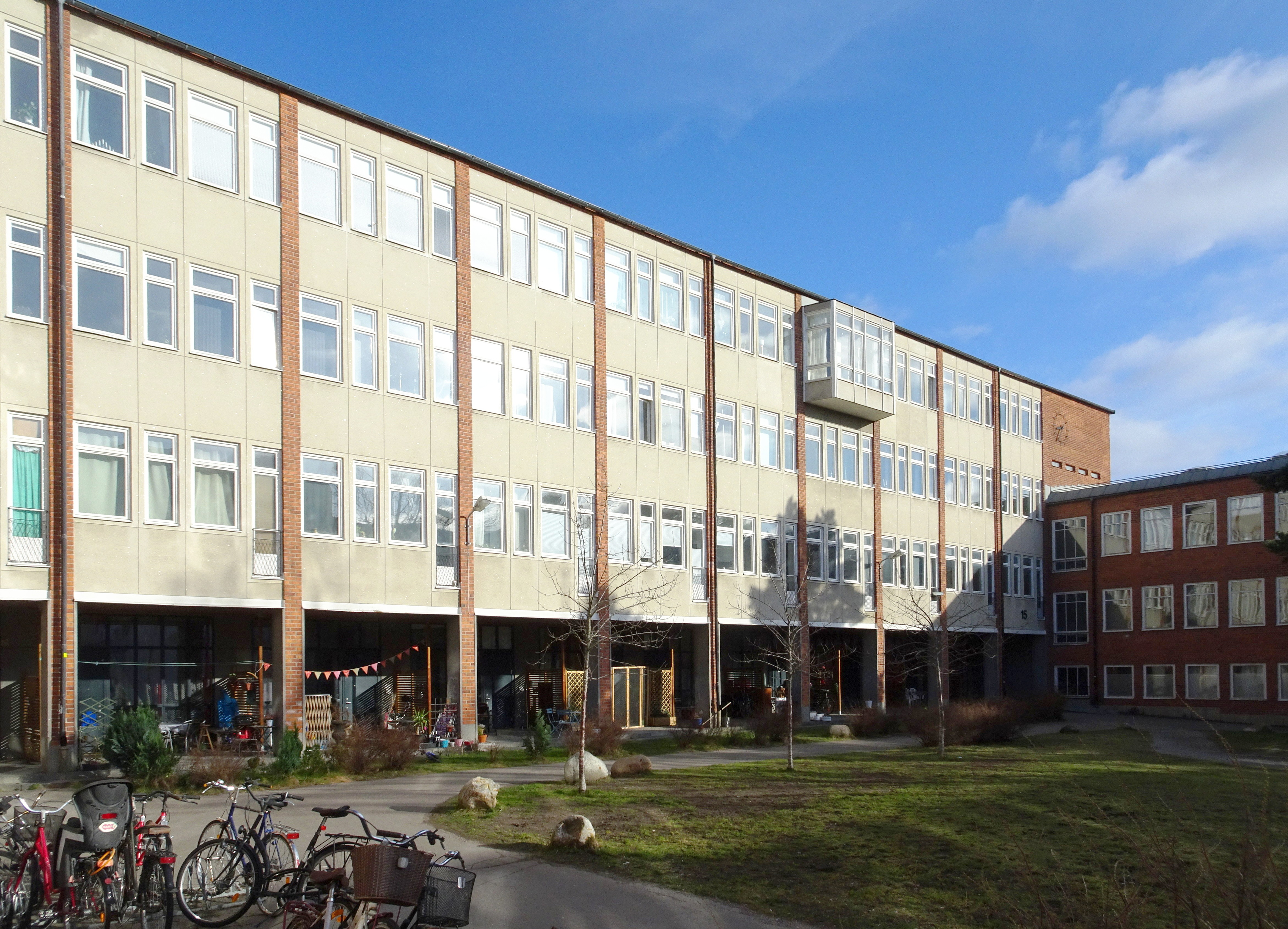
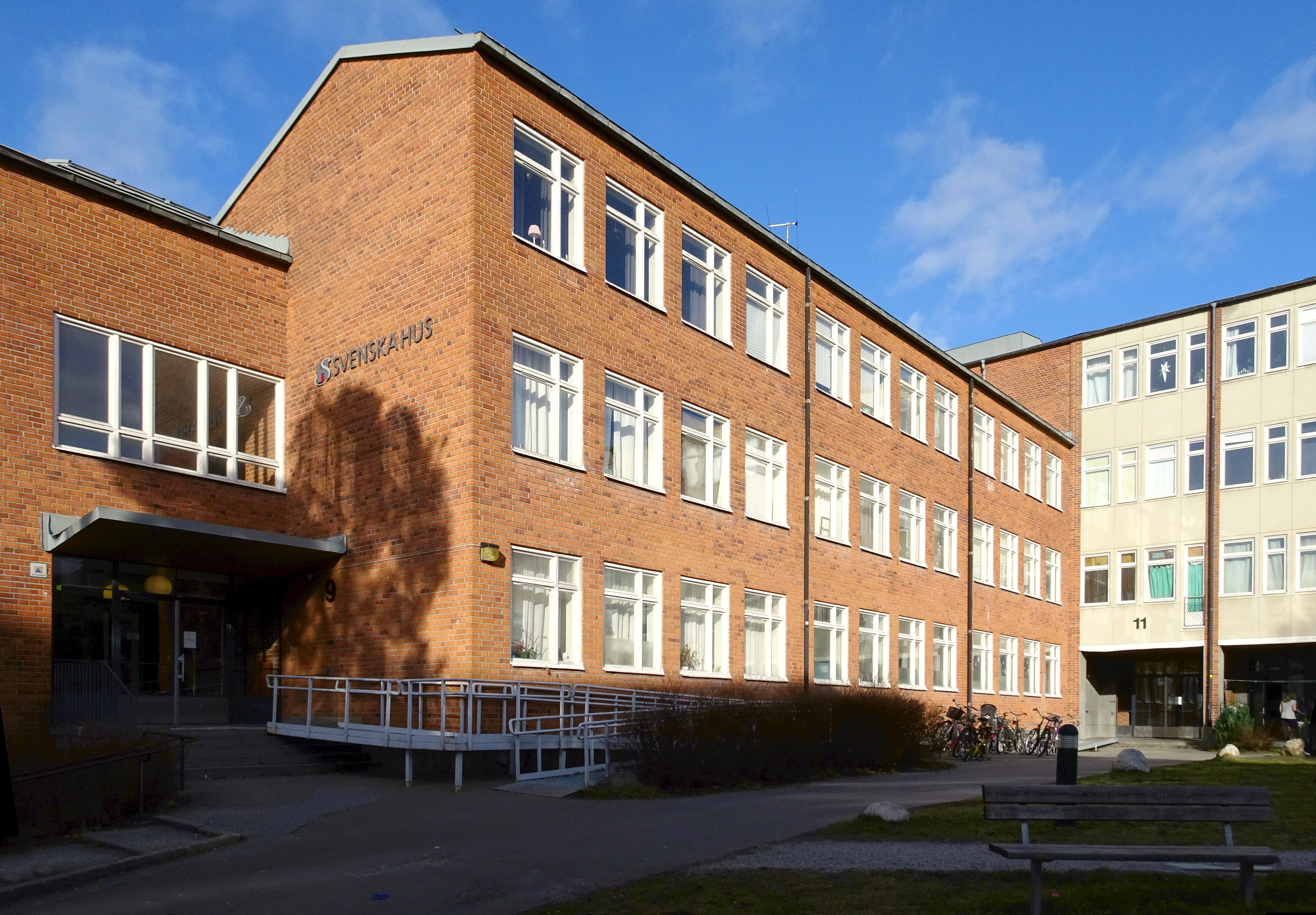
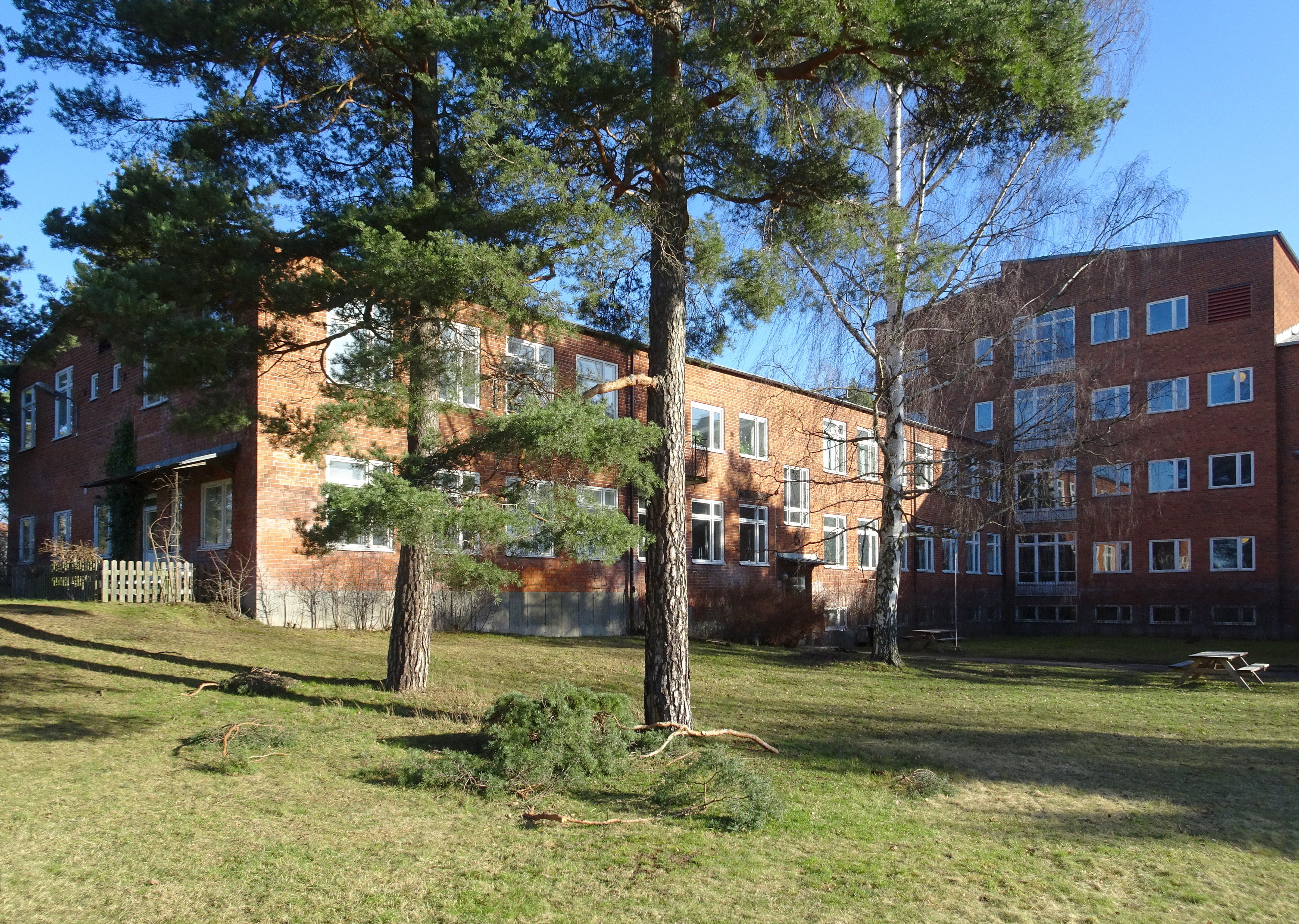
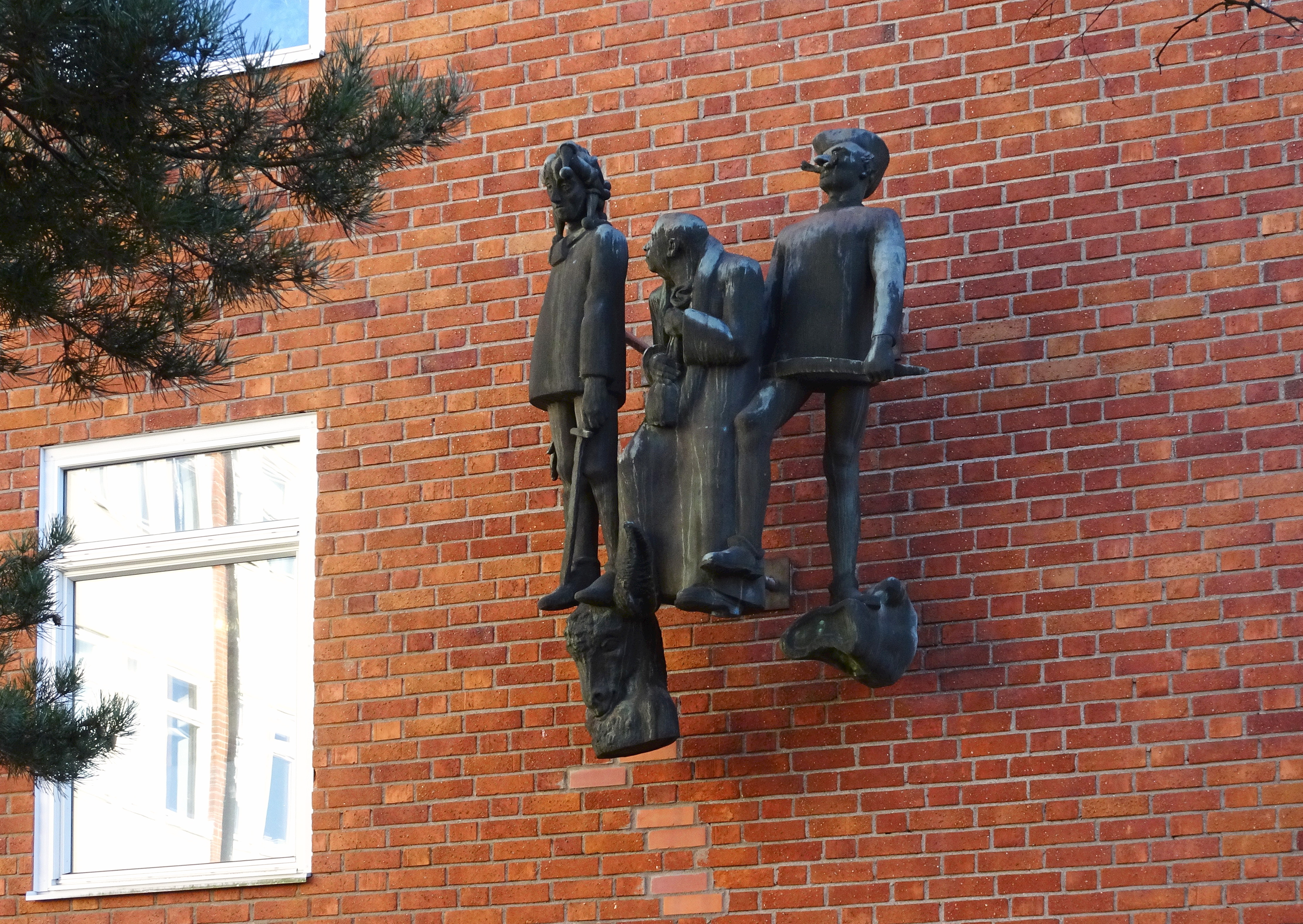